# 천–가우스–보네 정리
수학에서 천 정리(영어: Chern theorem 또는 천싱선, 카를 프리드리히 가우스 및 피에르 오시안 보네 이후 천-가우스-보네 정리)는 오일러-푸앵카레 특성(위상 불변량을 나타낸다. 닫힌 짝수 차원 리만 다양체의 위상 공간의 베티 수의 교대 합으로 정의되는 곡률 형식(해석적 불변량)의 특정 다항식(오일러 특성류)의 적분과 같다.
이는 고전적인 가우스-보네 정리(2차원 다양체/ 표면에 대한)를 더 높은 짝수 차원의 리만 다양체로 매우 간단하게 일반화한 것이다. 1943년에 Carl B. Allendoerfer와 앙드레 베유는 외재적 다양체의 특별한 사례를 입증했다. 1944년에 출판된 고전 논문에서 천싱선은 전역 위상과 국소적 기하학을 접속하는 완전한 일반성으로 정리를 증명했다.
리만-로흐 정리와 아티야-싱어 지표 정리는 가우스-보네 정리의 또 다른 일반화이다.

## 진술
천 정리의 유용한 형식 중 하나는 다음과 같다.
{\displaystyle \chi (M)=\int _{M}e(\Omega )}
여기서 {\displaystyle \chi (M)}는 {\displaystyle M}의 오일러 특성을 나타낸다. 오일러 특성류는 다음과 같이 정의된다.
{\displaystyle e(\Omega )={\frac {1}{(2\pi )^{n}}}\operatorname {Pf} (\Omega ).}
여기서 {\displaystyle \operatorname {Pf} (\Omega )}는 파피안이고, {\displaystyle M}는 경계가 없는 콤팩트 유향 2n 차원 리만 다양체이며, {\displaystyle \Omega }는 레비-치비타 접속의 관련 곡률 형식이다. 이 정리는 {\displaystyle M}의 접다발 또는 다른 벡터 다발의 임의의 계량 접속 {\displaystyle \Omega }에 대해 성립한다.
차원이 2n이므로 다음을 얻는다. {\displaystyle \Omega }이다 {\displaystyle {\mathfrak {s}}{\mathfrak {o}}(2n)} -값이 2개인 미분 형식 {\displaystyle M} (특수 직교 군 참조) 그래서 {\displaystyle \Omega } 는 항목이 2형식인 비대칭 대칭 2n × 2n 행렬로 간주될 수 있으므로 가환 환에 대한 행렬이다. {\textstyle {\bigwedge }^{\text{even}}\,T^{*}M} . 따라서 파피안은 2n 형이다. 이는 또한 불변 다항식이다.
그러나 일반적으로 천의 정리는 모든 닫힌 {\displaystyle C^{\infty }} 유향 n차원 다양체 {\displaystyle M}의 경우에 적용된다.
{\displaystyle \chi (M)=(e(TM),[M])}
여기서 위의 쌍(,)은 접다발 {\displaystyle TM}의 오일러 특성류를 갖는 교곱을 나타낸다.

### 증명
1944년, 프린스턴 대학교 수학과에서 발행한 고전 논문에서 천싱선이 일반 정리를 처음으로 증명했다.
2013년에는 초대칭 유클리드 장론을 통한 정리 증명도 발견되었다.

## 특수한 상황들

### 4차원 다양체
{\displaystyle 2n=4}차원에서, 콤팩트 다양체에 대해 다음을 얻는다.
{\displaystyle \chi (M)={\frac {1}{32\pi ^{2}}}\int _{M}\left(|{\text{Riem}}|^{2}-4|{\text{Ric}}|^{2}+R^{2}\right)\,d\mu }
여기서 {\displaystyle {\text{Riem}}}는 리만 곡률 텐서, {\displaystyle {\text{Ric}}}는 리치 곡률 텐서, {\displaystyle R}은 스칼라 곡률이다. 이는 시공간이 4차원 다양체로 여겨지는 일반 상대성이론에서도 중요하다.
리만 곡률 텐서의 직교 리치 분해 측면에서 이 공식은 다음과 같이 작성할 수도 있다.
{\displaystyle \chi (M)={\frac {1}{8\pi ^{2}}}\int _{M}\left({\frac {1}{4}}|W|^{2}-{\frac {1}{2}}|Z|^{2}+{\frac {1}{24}}R^{2}\right)\,d\mu }
여기서 {\displaystyle W}는 바일 텐서이고 {\displaystyle Z}는 대각합 0인 리치 텐서이다.

### 짝수 차원 초곡면
```

  

    

      

        

          

            
R

          

          

            
n

            
+

            
1

          

        

      

    

    
{\displaystyle \mathbb {R} ^{n+1}}

  

 안의 짝수 차원 콤팩트 초곡면 

  

    

      

        
M

      

    

    
{\displaystyle M}

  

에 대해
[
7
]
```

{\displaystyle \int _{M}K\,dV={\frac {1}{2}}\gamma _{n}\,\chi (M)}
여기서 {\displaystyle dV}는 초곡면의 부피형식이다. {\displaystyle K}는 가우스 사상의 야코비안 행렬식이며, {\displaystyle \gamma _{n}}는 단위 n-초규의 표면적이다.

### 가우스-보넷 정리
가우스-보네 정리는 2차원 리만 다양체에 대한 특별한 경우다. 이는 위상 지표가 베티 수로 정의되고 해석적 지표가 가우스-보네 적분으로 정의되는 특별한 경우로 발생한다.
2차원 가우스-보네 정리와 마찬가지로 경계가 있는 다양체에 대한 일반화가 있다.

## 추가 일반화

### 아티야-싱어 지표 정리
아티야-싱어 지표 정리는 가우스-보네 정리의 광범위한 일반화이다.
{\displaystyle D}를 벡터 다발 사이의 약한 타원 미분 연산자라 하자. 이는 주 기호가 동형사상이라는 것을 의미한다. 또한 강한 타원성은 기호가 양의 정부호이어야 함을 의미한다.
{\displaystyle D^{*}}를 수반 연산자라 하자. 그런 다음 해석 지표는 다음과 같이 정의된다.
{\displaystyle \dim(\ker(D))-\dim(\ker(D^{*}))}
타원성에 따르면 이는 항상 유한하다. 지표 정리는 타원 연산자가 매끄럽게 변하기 때문에 이것이 일정하다고 말한다. 이는 오일러 특성류와 같은 특성류로 표현될 수 있는 위상 지표와 같다.
천-가우스-보네 정리는 디랙 연산자를 고려하여 도출된다.
{\displaystyle D=d+d^{*}}

### 홀수 차원
홀수 차원에서는 오일러 특성이 0이기 때문에 천 공식은 짝수 차원에서만 정의된다. 홀수 차원에 대해 자명하지 않은 결과를 제공하기 위해 K이론의 지표 정리를 '비틀기'에 대한 일부 연구가 진행되고 있다.
오비폴드에 대한 천의 공식 버전도 있다.

## 역사
천싱선은 고등연구소에 있는 동안 1944년에 정리에 대한 증명을 발표했다. 이것은 역사적으로 다양체가 유클리드 공간에 매장되어 있다고 가정하지 않고 공식이 증명된 최초의 사례였으며, 이는 "내재적"이라는 의미이다. 초곡면(n차원 유클리드 공간의 (n-1)차원 부분 다양체)에 대한 특수 사례는 하인츠 호프에 의해 입증되었으며, 여기서 피적분 함수는 가우스-크로네커 곡률(한 점에서 모든 주 곡률의 곱)이다. 이것은 1939년 Allendoerfer와 1940년 Fenchel에 의해 모든 여차원의 유클리드 공간의 리만 부분 다양체로 독립적으로 일반화되었으며, 이에 대해 그들은 리프시츠-킬환 곡률(단위에 대한 각 단위 법선 벡터를 따른 가우스-크로네커 곡률의 평균)을 사용했다. 일반 공간의 구; 짝수 차원 부분 다양체의 경우 이는 부분 다양체의 리만 계량에만 의존하는 불변량이다. 내쉬 매장 정리가 가정될 수 있다면 그들의 결과는 일반적인 경우에 유효할 것이다. 그러나 존 내쉬가 1956년에 리만 다양체에 대한 유명한 매장 정리를 발표했기 때문에 이 정리는 당시에는 사용할 수 없었다. 1943년에 Allendoerfer와 베유은 일반적인 경우에 대한 증명을 발표했는데, 여기서 그들은 먼저 H. 휘트니의 근사 정리를 사용하여 사례를 해석 리만 다양체로 축소한 다음, 다양체의 "작은" 이웃을 등장적으로 유클리드 공간에 매장했다. 카르탕-자네 국소 매장 정리의 도움으로 이러한 매장된 이웃을 함께 패치하고 위의 Allendoerfer 및 Fenchel 정리를 적용하여 전역 결과를 설정할 수 있다. 물론 이것은 정리가 다양체의 고유 불변량만을 포함하므로 정리의 타당성은 유클리드 공간에 포함되는 것에 의존해서는 안 되기 때문에 만족스럽지 않다. 베유은 천이 1943년 8월 도착한 후 프린스턴에서 천을 만났다. 그는 천에게 본질적인 증거가 있어야 한다고 믿었으며 천은 2주 이내에 이를 얻을 수 있었다. 그 결과는 내년에 Annals of Mathematics에 게재된 천의 고전 논문 "닫힌 리만 다양체에 대한 가우스-보네 공식의 간단한 고유 증명"이다. 이 문서에서는 천이 Allendoerfer, Fenchel, Allendoerfer 및 베유의 초기 작업을 인용했다. Allendoerfer와 베유의 작업은 동일한 주제와 관련된 천의 두 번째 논문에서도 인용되었다.

## 응용
천-가우스-보네 정리는 특성류 이론의 특별한 사례로 볼 수 있다. 천 적분은 오일러 특성류이다. 이는 최고차 미분 형식이므로 닫힌 형식이다. 오일러 특성류의 자연성은 리만 계량을 바꿀 때 코호몰로지 특성류는 불변임을 뜻한다. 즉, 오일러 특성류의 적분은 계량이 바뀔 때 일정하게 유지되며 따라서 매끄러운 구조의 전역 불변량이다.
이 정리는 또한 다음을 포함하여 물리학에서 수많은 응용을 발견했다:
- 단열 페이즈 또는 베리 페이즈
- 끈이론
- 응집물질물리학
- 위상 양자장론
- 물질의 위상수학적 페이즈(Duncan Haldane et al.의 2016년 노벨 물리학상 참조).

## 같이 보기
- 천-베유 준동형사상
- 천 특성류
- 천-사이먼스 형식
- 천-사이먼스 이론
- 천 추측(아핀 기하학)
- 폰트랴긴 수
- 폰트랴긴 특성류
- 드람 코호몰로지
- 베리 페이즈
- 아티야-싱어 지표 정리
- 리만-로흐 정리